# Bombardeo de Shimonoseki
El bombardeo de Shimonoseki, también conocido como la batalla de Shimonoseki (en japonés:下関戦争/ 馬関戦争, Shimonoseki Sensō/ Bakan Sensō) fue una serie de combates que ocurrieron en 1863 y 1864 y en los que participaron las fuerzas navales del Reino Unido, los Países Bajos, Francia y los Estados Unidos en contra del poderoso señor de la guerra japonés o daimyō Mori Takachika del clan Chōshū. El combate se dio en Shimonoseki, Japón. El término en japonés para este enfrentamiento se traduce literalmente como la Rebelión Chōshū o Guerra de Shimonoseki.

## Antecedentes
Pese a los esfuerzos de apaciguamiento por parte del Shogunato de Tokugawa para establecer un ambiente de solidaridad pacífica, muchos daimyos feudales continuaron sintiendo un fuerte resentimiento hacia la política de comercio exterior de puertas abiertas del shogunato. La beligerante oposición a la influencia europea y norteamericana terminó en conflicto cuando el Emperador Komei, rompiendo una tradición imperial de varios siglos, comenzó a tomar un rol activo en los asuntos de estado y el 11 de marzo y el 11 de abril de 1863 emitió su "Orden de expulsión de los bárbaros" (攘夷実行の勅命 – Jōi jikkō no chokumei).
El clan Choshu, bajo el liderazgo del Señor Mori Takachika, comenzó a tomar acciones para expulsar a todos los extranjeros después de la fecha límite del décimo día del quinto mes del calendario lunar. En un acto que desafió abiertamente al shogunato, Takachika ordenó a sus fuerzas a que abran fuego, sin previo aviso, sobre todos los barcos extranjeros que estén cruzando el Estrecho de Shimonoseki.
Incluso antes de que la tensión explotara en el estrecho de Shimonoseki, diplomáticos y expertos militares extranjeros, en especial el ministro de Exteriores de los Estados Unidos en Japón Robert Pruyn y el Capitán David McDougal de la Armada de Estados Unidos, eran conscientes de las precarias condiciones en las que se encontraba Japón. Una carta escrita por McDougal en 1863 y dirigida al Secretario de la Marina, Gideon Welles, decía, "La opinión general es que el gobierno de Japón se encuentra al borde de una revolución cuyo objetivo principal es la expulsión de los extranjeros del país."

### «¡Reverenciar al Emperador, Expulsar a los Bárbaros!»

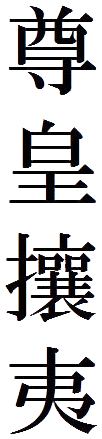
"Sonnō jōi": "¡Reverenciar al Emperador, Expulsar a los Bárbaros!".

El clan Choshu contaba con una combinación de cañones anticuados y armamento moderno, tales como cinco cañones Dahlgren de 200 mm, los cuales habían sido entregados a Japón por parte de los Estados Unidos, y tres buques de guerra a vapor de fabricación estadounidense; el Daniel Webster con seis cañones, el Lanrick o Kosei con diez, y el Lancefield o Koshin con cuatro.
El primer ataque ocurrió el 25 de junio de 1863, poco después que la Orden Imperial para la expulsión de los bárbaros se hizo efectiva. El barco mercante estadounidense SS Pembroke, bajo el mando del Capitán Simon Cooper se encontraba anclado en el Estrecho de Shimonoseki cuando fue interceptado y atacado sin advertencia por dos buques de fabricación europea que pertenecían a las fuerzas rebeldes.
La tripulación de uno de los buques japoneses gritaba "¡Reverenciar al Emperador y expulsar a los bárbaros!" ("尊皇攘夷", pronunciado "Sonnō Jōi") a los desesperados marineros estadounidenses. Pese a ser objeto de incesantes disparos de cañón, el Pembroke logró escapar a través del adyacente Estrecho de Bungo, milagrosamente sufriendo solo daños menores y sin perder ningún hombre.
Luego de llegar a Shanghái, Cooper llenó un reporte sobre la agresión y lo despachó al consulado estadounidense en Yokohama, Japón. Al día siguiente, el 26 de junio, el buque a vapor francés Kienchang también se encontraba anclado en las afueras del estrecho, cuando la artillería rebelde japonesa en las colinas que rodeaban Shimonoseki abrió fuego contra él. El barco apenas logró escapar, sufriendo daños en varios sectores y llevándose consigo un marinero herido.
El 11 de julio, pese a las advertencias de la tripulación del Kienchang, con quienes se habían encontrado poco antes, el buque de guerra neerlandés de 16 cañones Medusa, navegó hacia el estrecho de Shimonoseki. Su capitán, Francois de Casembroot, estaba convencido de que el Señor Mori no se atrevería a disparar contra su nave debido a la fortaleza del mismo y las relaciones de larga duración entre los Países Bajos y Japón; pero precisamente eso fue lo que hizo Takachika, golpeando al Medusa con más de treinta balas y matando o hiriendo a nueve marineros. De Casembroot devolvió el fuego y abandonó la escena a toda velocidad, por miedo de poner en peligro la vida del cónsul neerlandés que estaba a bordo del Medusa.   Así, en poco tiempo, el jefe militar japonés había logrado disparar a las enseñas de la mayoría de las naciones con consulados en Japón.

### Batalla del Estrecho de Shimonoseki
En la mañana del 16 de julio de 1863, con el consentimiento del Ministro Pruyn, en lo que fue una rápida respuesta al ataque contra el "Pembroke", la fragata estadounidense USS Wyoming, bajo el mando del mismo Capitán McDougal partió hacia al estrecho y se enfrentó por su cuenta contra la flota local de barcos que, aunque eran de fabricación americana, contaban con tripulaciones sin mucho entrenamiento.
Luego de luchar durante dos horas antes de replegarse, McDougal hundió dos barcos enemigos y dañó gravemente a otro, además de infligir unas cuarenta bajas entre los japoneses, mientras que el Wyoming sufrió fuertes daños y catorce tripulantes muertos o heridos. Los dos barcos japoneses que fueron hundidos por el Wyoming fueron rescatados del estrecho por Choshu en 1864 y anclados en el puerto de Hagi.

## La campaña

### Primera batalla: 20 de julio de 1863

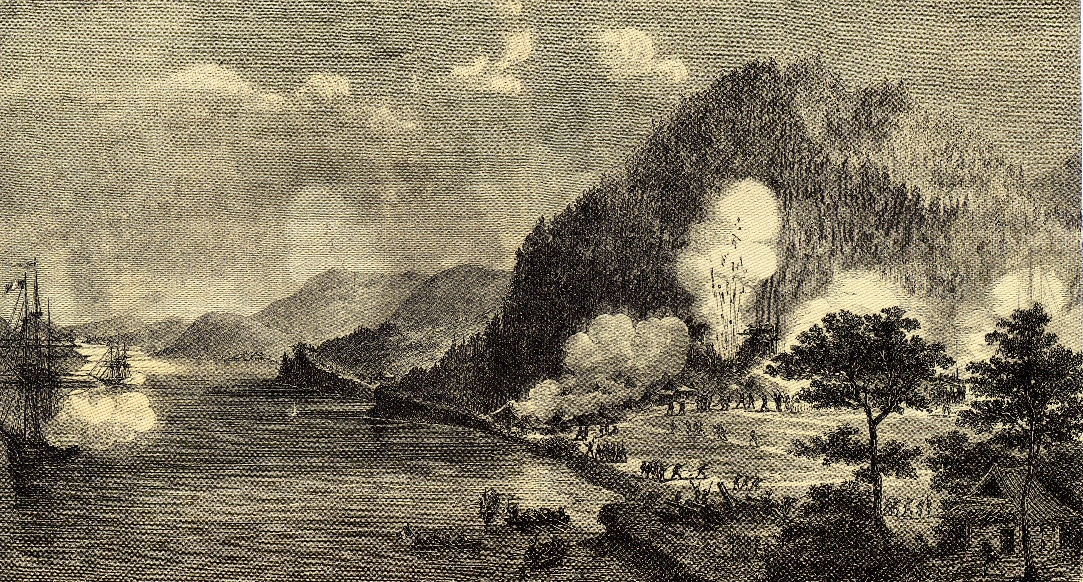
El ataque francés de Shimonoseki, en donde se muestra a los buques de guerra Tancrède y Dupleix, bajo el mando del Capitán Benjamin Jaurès. "Le Monde Illustré", 10 de octubre de 1863.

Poco después del ataque de McDougal el 20 julio, la Armada Francesa respondió con su propio asalto en represalia al ataque de su buque mercante. La fuerza francesa consistía de infantes de marina y dos buques de guerra, el Tancrède y el Dupleix. Con 250 hombres bajo el mando del Capitán Benjamin Jaurès, se lanzaron contra Shimonoseki y destruyeron un pueblo pequeño y por lo menos un emplazamiento de artillería.
La intervención tuvo el apoyo del plenipotenciario francés en Japón, Duchesne de Bellecourt, pero el gobierno francés, luego de haber sido informado, criticó duramente a sus representantes en Japón por tomar medidas tan belicosas, ya que Francia tenía compromisos militares mucho más importantes que debía cumplir en otras partes del mundo y no podía darse el lujo de entrar en un conflicto en Japón. Duchesne de Bellecourt fue destituido de su puesto en 1864.
Jaurès también fue felicitado por el gobierno shogunal por tomar medidas decisivas en contra de fuerzas anti-extranjeras, y fue galardonado con un estandarte especial.
.

### Negociaciones diplomáticas
Mientras tanto, los estadounidenses, franceses, británicos y holandeses abrieron febrilmente canales diplomáticos en un esfuerzo por negociar la reapertura del paso al Mar Interior. Meses pasaron sin resolver el creciente dilema. En mayo de 1864, varias facciones beligerantes japonesas habían destruido miles de dólares en propiedades extranjeras, incluidos hogares, iglesias y embarcaciones. Esta destrucción gratuita incluyó la delegación de los Estados Unidos en Tokio, que albergaba al embajador Robert Pruyn.

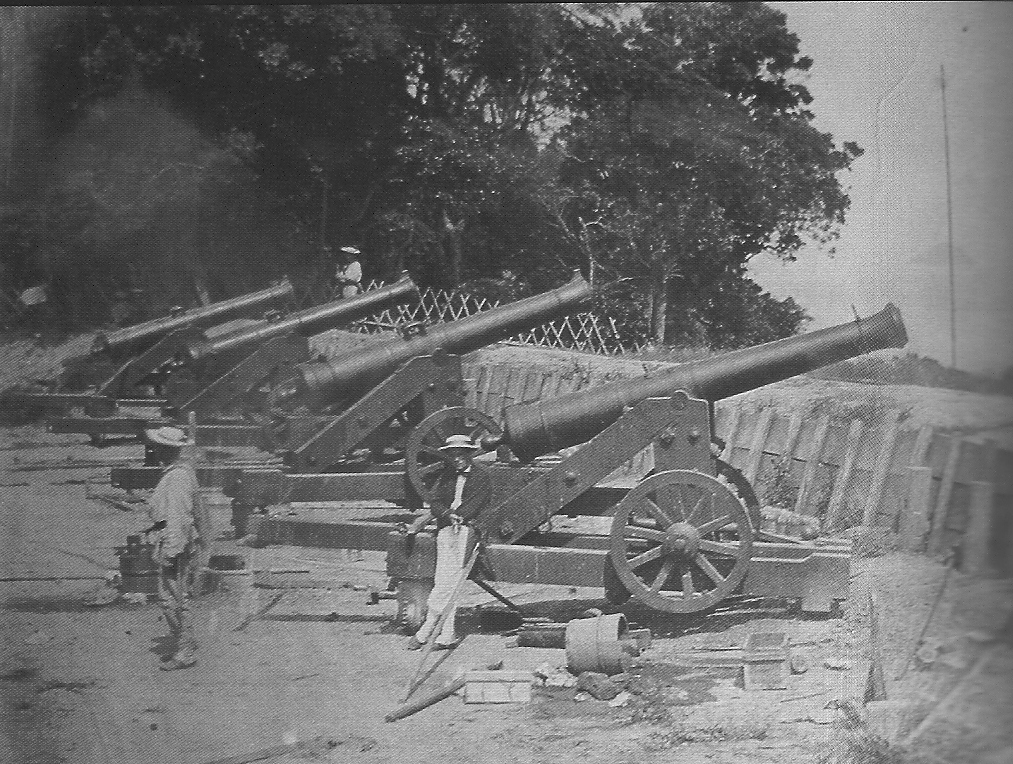
Marinos franceses tomando posesión de los cañones japoneses en Shimonoseki.

Durante la primera mitad de 1864, mientras el estrecho de Shimonoseki permanecía cerrado a la navegación extranjera, las amenazas y los rumores de guerra flotaban en el aire, mientras que los esfuerzos diplomáticos permanecían estancados. Luego, el embajador británico en Japón, Sir Rutherford Alcock, discutió con sus contrapartes del tratado, como el estadounidense Robert Pruyn, la viabilidad de un ataque militar conjunto contra Takachika.
Pronto se hicieron preparativos para una demostración combinada de fuerza. Bajo la cautelosa mirada de los japoneses, quince buques de guerra británicos se reunieron junto a cuatro buques holandeses, mientras que un regimiento británico de Hong Kong aumentó su poderío militar. Los franceses mantuvieron una presencia naval mínima, debido a que la mayor parte de sus fuerzas estaban en México tratando de reforzar el régimen inestable del emperador Maximiliano.
Los EE. UU., involucrados en su guerra civil, se limitaron a demostrar un apoyo militar diplomático y mínimo para los Aliados. Mientras tanto, Takachika retrasó las negociaciones solicitando tiempo adicional para responder a las demandas aliadas, un curso de acción inaceptable para los poderes del tratado. Los aliados decidieron que había llegado el momento de la acción unida.
A pesar de la acción de represalia de los poderes del tratado, otro ataque ocurrió en julio de 1864, cuando las fuerzas rebeldes dispararon contra el vapor de los EE. UU. Monitor después de que entró en un puerto en busca de carbón y agua. Esto provocó más indignación después de que un escuadrón británico regresara a Yokohama tras haber entregado un ultimátum multinacional a Takachika, amenazando con la fuerza militar si el estrecho no se abría.

### Batalla final: 5 a 6 de septiembre de 1864

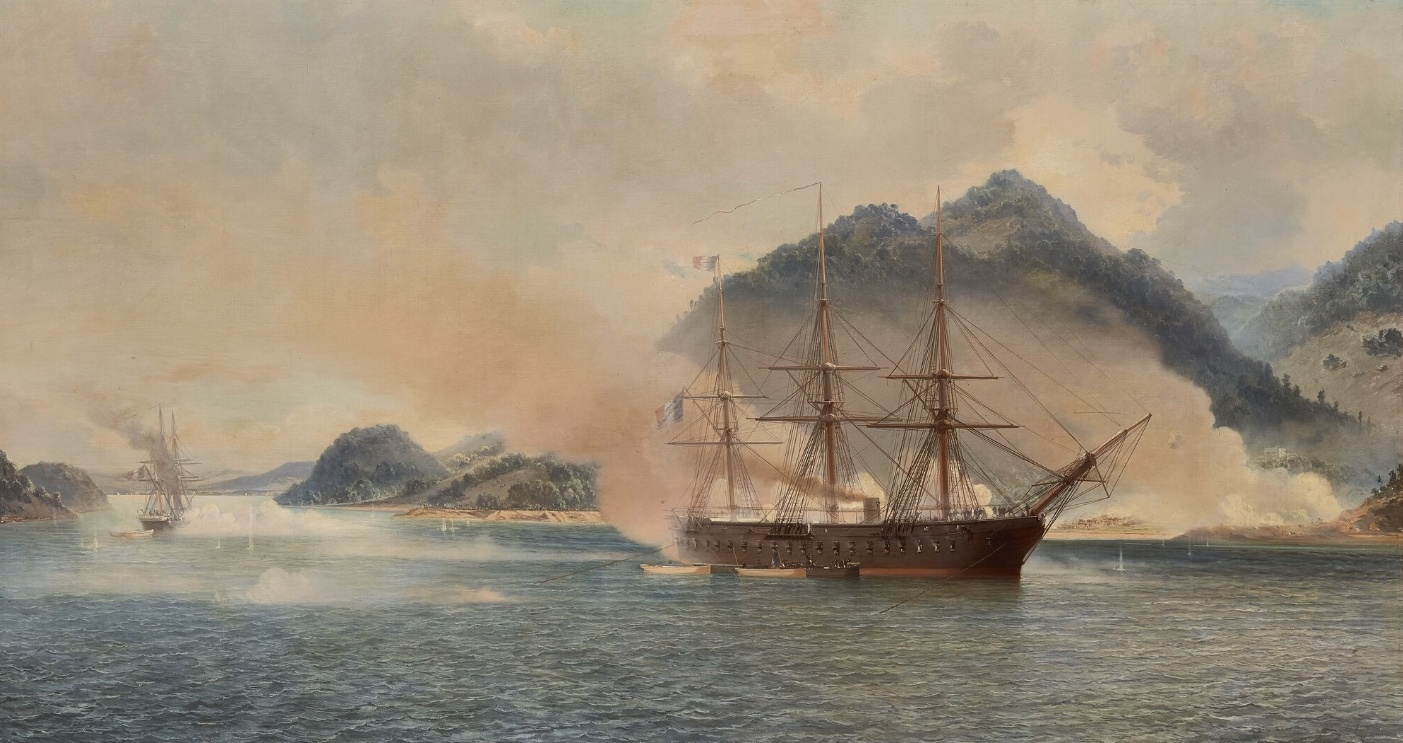
Bombardeo de Shimonoseki por la nave de guerra francesa Tancréde (detrás) y la nave insignia del almirante, Semiramis (delante). Jean-Baptiste Henri Durand-Brager, 1865.

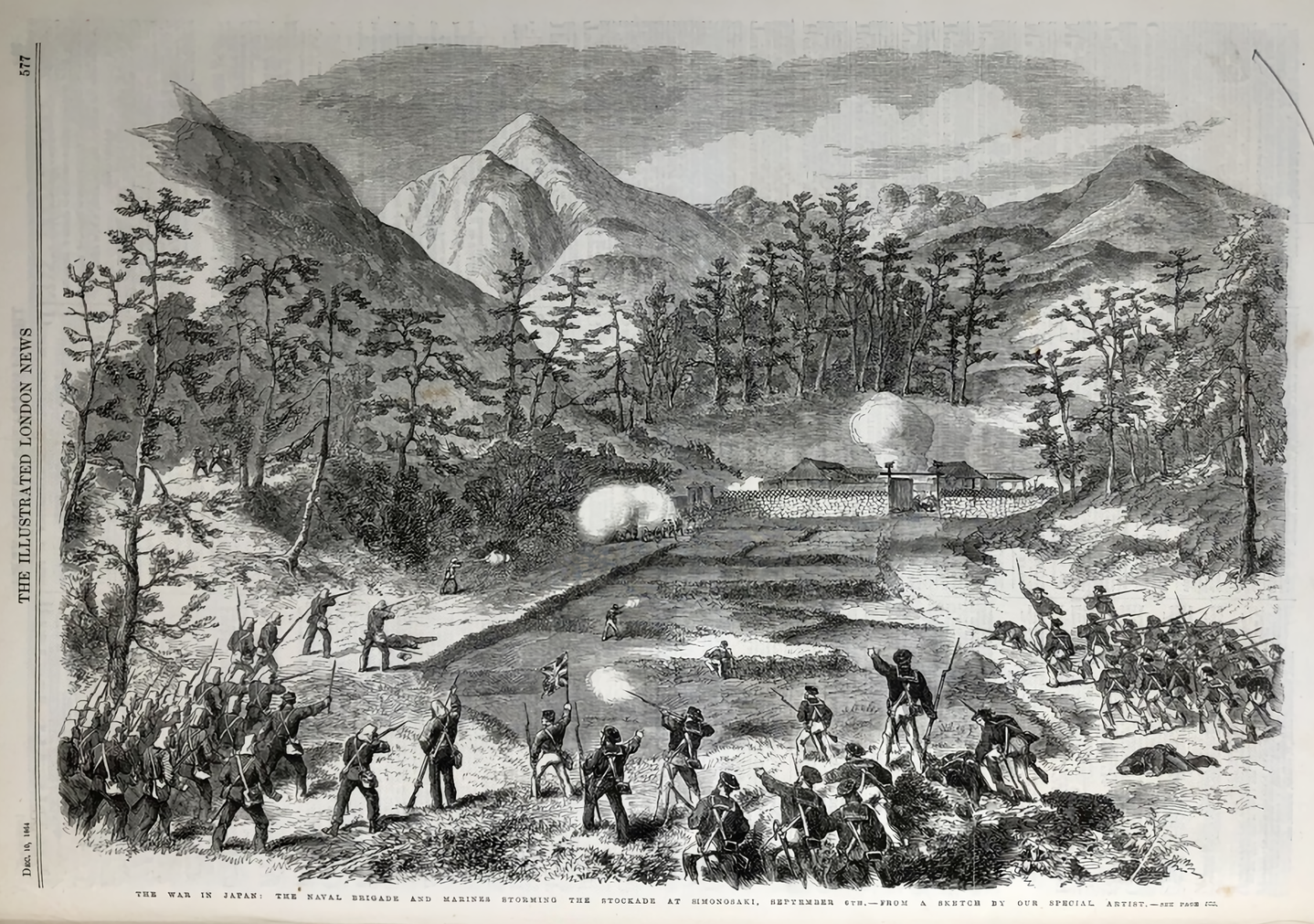
La brigada naval británica y los marines atacan las posiciones de los Choshu, The Illustrated London News, diciembre 1864.

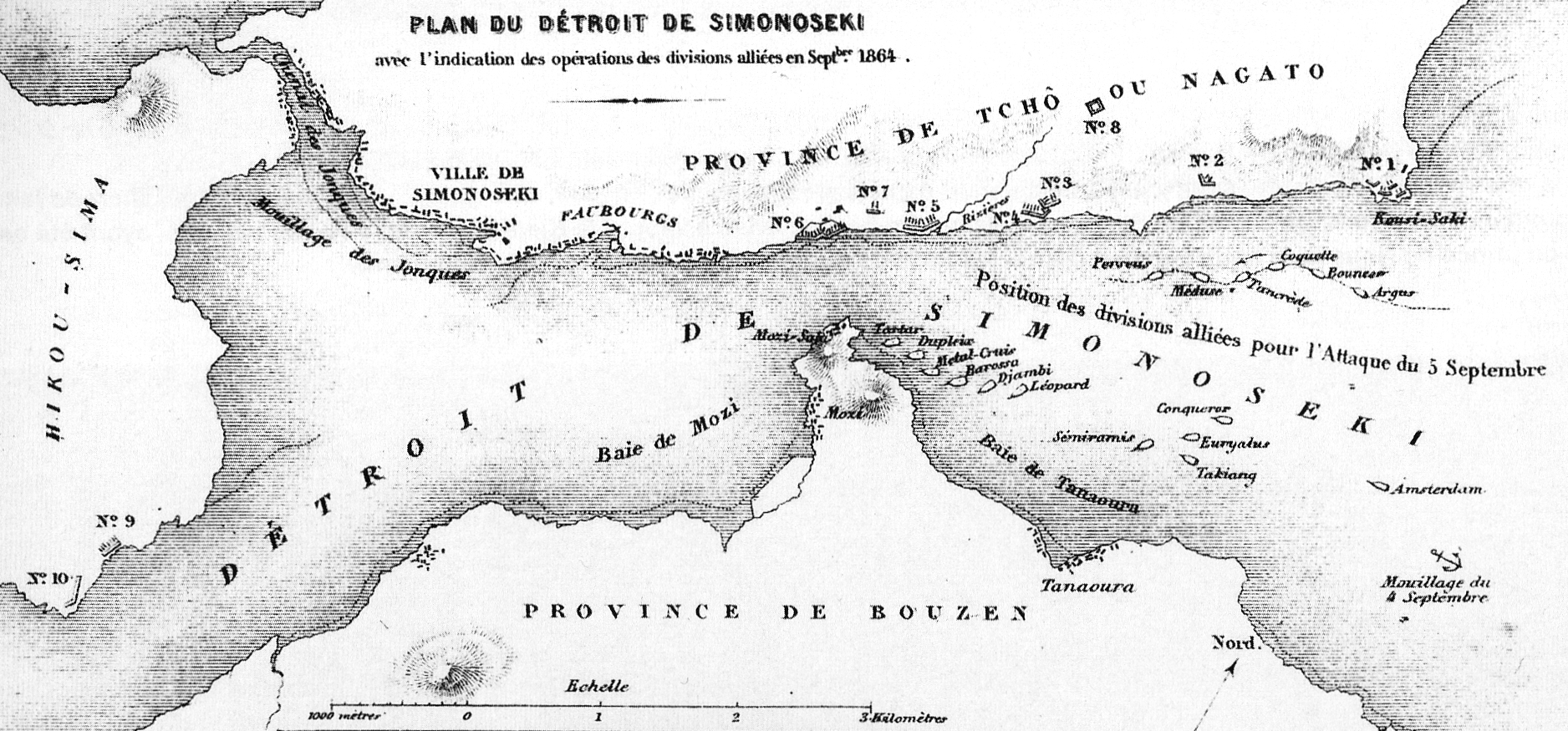
Mapa del ataque aliado sobre Shimonoseki, en septiembre de 1864

El 17 de agosto de 1864 un escuadrón formado por nueve naves de guerra británicas (Euryalus, Conqueror, Tartar, Leopard, Barrosa, Perseus, Argus, Coquette, and Bouncer), cuatro holandesas (Djambi, Metalen-Kruis, Medusa, and Amsterdam) y tres francesas (Tancrède, Sémiramis, and Dupleix), tripuladas por 2000 soldados, marinos y tripulantes zarparon de Yokohama con destino al estrecho de Shimonoseki. La fuerza fue comandada por el almirante Sir Augustus Leopold Kuper de la marina real.
El buque de vapor alquilado por Estados Unidos Ta-Kiang acompañó la operación como una demostración de apoyo. La batalla de dos días que siguió logró lo que los intentos previos no: destruir la capacidad del clan Choshu para atacar a las potencias occidentales. Sin la capacidad para alcanzar el poder de fuego de la flota internacional y sufriendo una gran cantidad de bajas, Takasugi Shinsaku negoció la paz con las cuatro potencias extranjeras, rindiéndose el 8 de septiembre de 1864.
Las bajas aliadas se saldaron en 72 muertos o heridos, aunque Ernest Satow menciona solo 8 muertos y 30 heridos para los británicos, además de dos naves dañadas. También se encargó de relatar la batalla en su libro Un diplomático en Japón, al haber servido como intérptrete en el barco insignia de Augustus Kuper; el HMS Euryalus. Luego de la batalla Duncan Gordon Boyes, de 17 años, ganó su cruz de la victoria, al igual que Thomas Pride y William Seeley, primer estadounidense en ganar una.
El tratado, negociado luego del cese de fuego por el ministro estadounidense Pruyn incluyó un pago por indemnización por parte de Japón se $3 000 000, lo que equivaldría al coste de 30 buques de vapor. El shogunato de Tokugawa no pudo pagar tales montos, convirtiéndose en la base del reclamo extranjero para la apertura de los puertos japoneses. El puerto de Hyōgo se abrió al comercio exterior y los aranceles aduaneros fueron bajados a un 5%. En 1883, 20 años tras la primera batalla para reabrir el estrecho, Estados Unidos devolvió $750 000 a Japón, que representaba su parte del pago de indemnización.

## Consecuencias

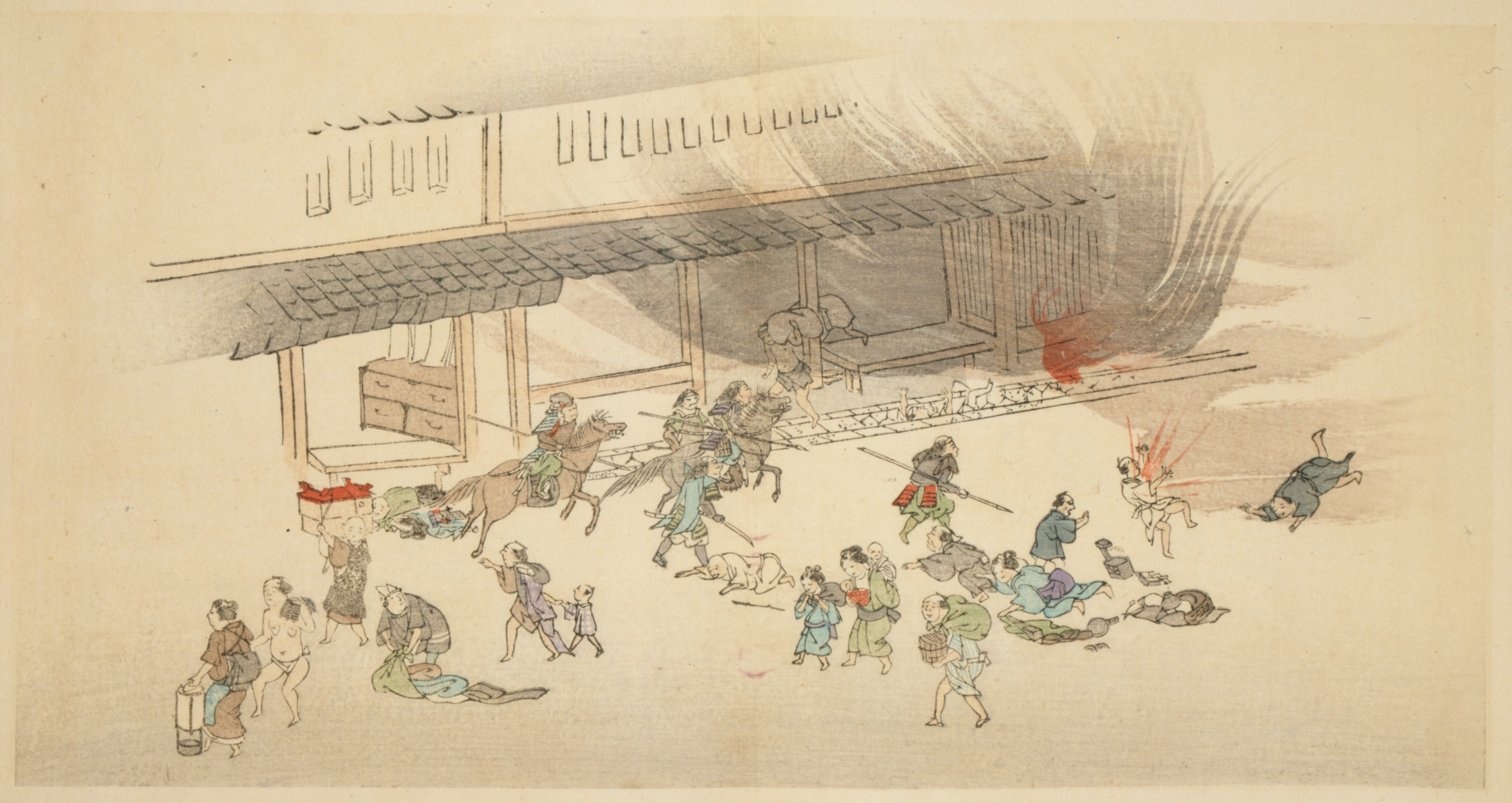
Fuerzas de Choshu atacando al shogunato en Kyoto durante el incidente de Kinmon en 1864.

Poco después de la intervención extranjera, el Shogunato también lanzó su propia expedición punitiva contra Choshu, la Primera expedición de Choshu. Se buscaba castigar el incidente de Kinmon, en el cual las fuerzas de Choshu atacaron Kyoto. De todas formas la expedición fue cancelada tras una negociación que incluyó la decapitación de los líderes de la rebelión.
Al mismo tiempo que esta campaña la Marina Real Británica entró en un conflicto con Satsuma en el Bombardeo de Kagoshima, uno de los varios enfrentamientos del conflicto de Japón entre 1863 y 1864.

## Importancia histórica
Similar a la serie de pequeños conflictos llevados a cabo por las potencias europeas en Asia, África y América durante el siglo XIX, los problemas en Japón ejemplifican a la perfección su diplomacia de cañonero, una herramienta del imperialismo. El resentimiento en contra de la influencia extranjera llevó a los Choshu a iniciar actos de provocación militar desafiando a su propio gobierno.
El mismo sentimiento nacionalista en contra de los extranjeros llevaría al levantamiento de los Boxers. Para Estados Unidos, julio de 1863 fue un mes trascendental, con las batallas de Gettysburg y Vicksburg.

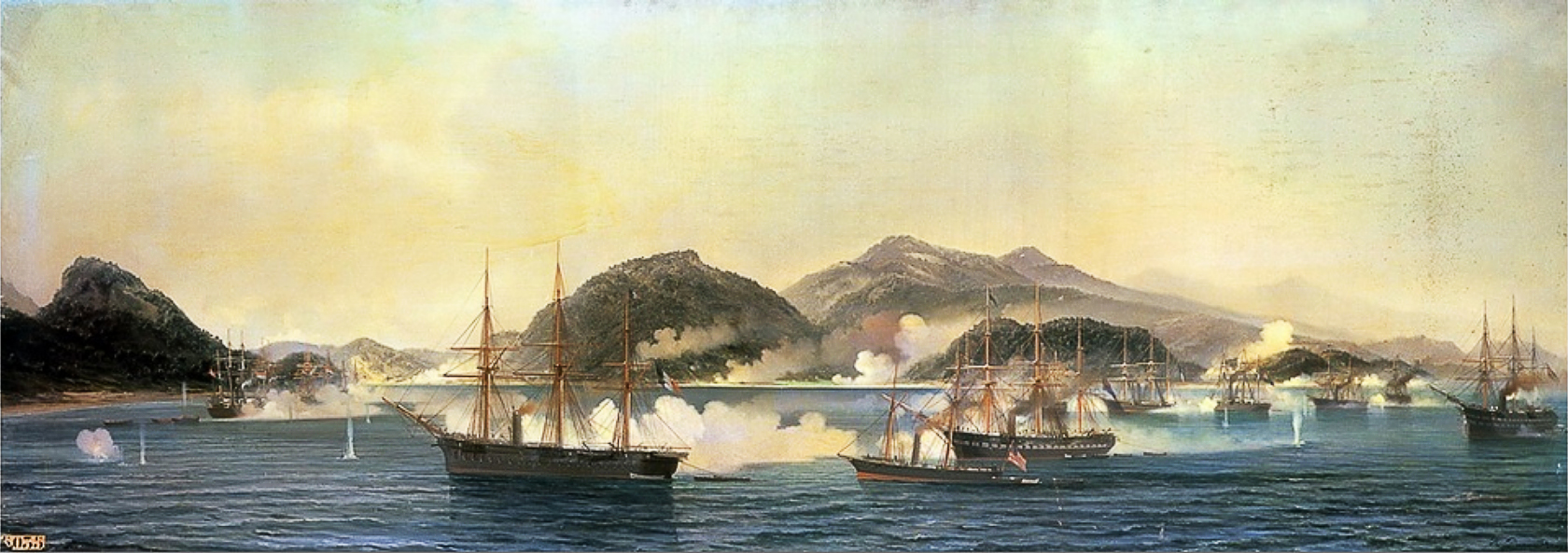
El bombardeo de Shimonoseki, Jean Baptiste Henri Durand-Brager (1865).

Mientras se desarrollaba la guerra civil en Estados Unidos, desde el exterior se buscaban signos de debilidad e indecisión en el gobierno de Abraham Lincoln. Las acciones del USS Wyoming lo convirtieron en la primera nave extranjera en imponer tratados con Japón. Este hecho, junto a la posibilidad de arrastrar a los Estados Unidos a una guerra en el extranjero, dio una gran importancia a la batalla de Shimonoseki.
Mientras la batalla apenas fue una nota al pie en la historia de las potencias occidentales, demostró la inventiva japonesa. Aunque el barco de vapor acababa de llegar con el comodoro Perry, solo una década atrás, ya demostraban un rápido avance en esa materia.
El gobierno de la ciudad de Shimonoseki, reconociendo la importancia de la batalla, instaló réplicas de tamaño real de las armas usadas por Choshu en el sitio donde fueron capuradas. Las réplicas están hechas de acero hueco e incluyen efectos de sonido y humo que proviene de los barriles.